# Фелічано Монті
Фелічано Монті (італ. Feliciano Monti; 19 грудня 1902, Фратта-Полезіне, Італія — 16 червня 1990, Падуя) — італійський футболіст, що грав на позиції нападника. По завершенні ігрової кар'єри — тренер.
Виступав, зокрема, за клуби «Падова» та «Торіно», а також національну збірну Італії.

## Клубна кар'єра
У дорослому футболі дебютував 1919 року виступами за команду клубу «Падова», в якій провів вісім сезонів, взявши участь у 143 матчах чемпіонату.
Своєю грою за цю команду привернув увагу представників тренерського штабу клубу «Торіно», до складу якого приєднався 1927 року. Відіграв за туринську команду наступні шість сезонів своєї ігрової кар'єри. Більшість часу, проведеного у складі «Торіно», був основним гравцем атакувальної ланки команди.
Завершив професійну ігрову кар'єру у клубі «Падова», у складі якого вже виступав раніше. Прийшов до команди 1933 року, захищав її кольори до припинення виступів на професійному рівні у 1936.

## Виступи за збірну
1923 року дебютував в офіційних матчах у складі національної збірної Італії. Протягом кар'єри у національній команді, яка тривала два роки, провів у формі головної команди країни три матчі.
У складі збірної був учасником футбольного турніру на Олімпійських іграх 1924 року у Парижі.

## Кар'єра тренера
Розпочав тренерську кар'єру, повернувшись до футболу після тривалої перерви, 1946 року, очоливши тренерський штаб клубу «Падова». Досвід тренерської роботи обмежився цим клубом.
| Дата       | Місто    | Господарі | Результат | Гості    | Турнір           | Голи | Примітки |
| ---------- | -------- | --------- | --------- | -------- | ---------------- | ---- | -------- |
| 04/03/1923 | Генуя    | Італія    | 0 – 0     | Угорщина | товариський матч | -    |          |
| 15/04/1923 | Відень   | Австрія   | 0 – 0     | Італія   | товариський матч | -    |          |
| 06/04/1924 | Будапешт | Угорщина  | 7 – 1     | Італія   | товариський матч | -    |          |
| Усього     |          | Матчів    | 3         |          | Голів            | 0    |          |